# Cinco Días
Cinco Días és un diari econòmic espanyol fundat el 1978, per la qual cosa és el més antic de la premsa econòmica espanyola. El diari pertany al grup mediàtic PRISA.
El tiratge del diari era el 2008 de 90.000 exemplars.
Amb motiu del seu trentè aniversari, el diari ha instituït els Premios Cinco Días a la Innovació Empresarial.